# Mercy (Madame Monsieur)
Mercy è un singolo del duo musicale francese Madame Monsieur, pubblicato il 20 gennaio 2018 su etichette discografiche Low Wood e Play Two.
Scritto dai componenti del duo Émilie Satt, Jean-Karl Lucas, il brano ha vinto il programma Destination Eurovision, guadagnando il diritto a rappresentare la Francia all'Eurovision Song Contest 2018 a Lisbona, in Portogallo.
Facendo, la Francia, parte dei Big Five, il brano ha avuto accesso direttamente alla serata finale del 12 maggio 2018, classificandosi al 13º posto.

## Il brano
Il testo del brano parla di una bambina di nome Mercy, nata durante gli eventi della crisi migratoria europea.

## Tracce
Download digitale
1. Mercy – 3:58
2. Mercy (Eurovision Version) – 3:00
3. Mercy (English Version) – 3:59
4. Mercy (Spanish Version) – 3:59

Download digitale – Remixes
1. Mercy (French Remix) – 3:07
2. Mercy (English Remix) – 3:06

## Classifiche
| Classifica (2018) | Posizione massima |
| ----------------- | ----------------- |
| Belgio (Fiandre)  | 86                |
| Belgio (Vallonia) | 10                |
| Francia           | 125               |